# Macrotyloma maranguense
Macrotyloma maranguense är en ärtväxtart som först beskrevs av Paul Hermann Wilhelm Taubert, och fick sitt nu gällande namn av Bernard Verdcourt. Macrotyloma maranguense ingår i släktet Macrotyloma och familjen ärtväxter. Inga underarter finns listade i Catalogue of Life.